# Cantone di Saint-Héand
Il Cantone di Saint-Héand era una divisione amministrativa dell'arrondissement di Saint-Étienne.
È stato soppresso a seguito della riforma complessiva dei cantoni del 2014, che è entrata in vigore con le elezioni dipartimentali del 2015.
Comprendeva i comuni di:
- L'Étrat
- Fontanès
- La Fouillouse
- Marcenod
- Saint-Christo-en-Jarez
- Saint-Héand
- Sorbiers
- La Talaudière
- La Tour-en-Jarez